# 4 de 6 amb l'agulla
El 4 de 6 amb l'agulla, també anomenat quatre de sis amb el pilar al mig, és un castell de 6 pisos d'alçada i 4 castellers per pis, que en descarregar-se deixa al descobert un pilar de 4. L'estructura d'aquest castell és més oberta que la d'un 4 de 6 per tal que el pilar tingui espai al seu interior. Una vegada l'enxaneta fa l'aleta al 4 i comença a baixar del castell, l'acotxador entra al pilar com a enxaneta. Com la resta de castells amb l'agulla, només es considera carregat quan el pilar complet resta sobre la pinya, és a dir, quan els segons de l'estructura del 4 ja s'han deixat anar de braços i comencen a baixar.
Encara que l'estructura amb agulla és característica dels castells de 4, també s'ha provat encabir-la als castells de 3, com el 3 de 6 amb l'agulla, el 3 de 7 amb l'agulla o el 3 de 8 amb l'agulla.

## Variants

### Net
El 4 de 6 amb l'agulla net és una variant del 4 de 6 amb l'agulla normal que es fa sense el suport de la pinya. Com la resta de castells sense pinya, es tracta d'un castell que normalment les colles el fan a l'assaig com a prova prèvia de tronc i pom de dalt per fer el 4 de 7 amb l'agulla, el mateix castell amb un pis superior.